# Ikarus 557
Az Ikarus 557 az Ikarus Karosszéria- és Járműgyár 180-556-os járműcsaládjába tartozó távolsági autóbusztípusa volt.

## Előzmények
A hatvanas évek elején az Ikarus gyár még mindig csak két, ekkorra már egyre inkább elavultnak számító távolsági busztípussal rendelkezett a palettáján. Az egyik a lényegében 1951 óta foltozgatott, javítgatott, több sorozatban kiadott (lásd.: Ikarus 30, 31) Ikarus 311-es, a másik pedig a kultikus, ám már lassan 10 éve gyártásban lévő Faros volt. Értelemszerűen mind vásárlói, mind szakmai igény támadt egy korszerű távolsági busz iránt. Ennek az igénynek a kielégítésére készítette el a gyár 1963-ban, az Ikarus 556-os típus alapjain, az első Ikarus 557-est.

## Története
Az új, korszerű távolsági autóbusz első - 35 darabos - sorozatába a JAFI által fejlesztett, Csepel Művek által gyártott, vadi új D-619-es erőforrások legelső példányai kerültek. Ironikus módon pont ez a 169 lóerős erőforrás volt az, amely csakhamar a típus bukásához vezetett.
A típus legtöbb példánya 2 db, kilincses lengőajtóval volt szerezve, a jármű első tengelye előtt, illetve a hátsó tengelye mögött. Azonban készült harmonikaajtós példány is, amely egy első és egy középső ajtónyílással rendelkezett.
A 35 db jármű három AKÖV között került kiosztásra és gyakorlatilag folyamatos meghibásodási problémákkal küzdöttek. Mint kiderült, az új erőforrások gyártási hibával küzdöttek és ez szinte meggátolta a járműveket az aktív forgalomban való közlekedéstől. Ráadásul a korábbiaktól eltérő módon, ha a jármű lerobbant az úton, a sofőr meg sem tudta próbálni megjavítani a hibát, mivel a motor a jármű közepén, a padló alatt volt található, közúti körülmények között lényegében elérhetetlen helyen.
1965-ben még két példányt sikerült értékesíteni a gyárnak, azonban ezek is ugyanazzal a problémával küzdöttek, mint elődeik. Ennek köszönhetően az összes 557-est kivonták az aktív forgalomból 1967-re és eladták őket állami gazdaságoknak. Sok helyen az új üzemeltetők helyileg kicserélték az erőforrásokat, így a járművek használhatóvá váltak mezőgazdasági célra.
Az Ikarusban természetesen felmerült a típus továbbfejlesztésének lehetősége és a mérnökök el is kezdtek a problémával foglalkozni. Azonban 1966. december 15.-én új tervcélt adott ki a gyár, melynek lényege egy új, sokoldalú, egységes megjelenésű típuscsalád kialakítása volt. Ennek az új gyártási/fejlesztési politikának a gyümölcse lett a későbbi 200-as típuscsalád.
Ugyan a rövid életű Ikarus 557-es végül a gyár egyik kudarcává vált, a típus példányain szerzett tapasztalatok fontos részt kaptak az Ikarus 250-es kifejlesztésében.